# Kaarlo Johannes Valle
Kaarlo Johannes Valle, född 29 oktober 1887 i Jäskis, död 30 september 1956 i Åbo, var en finländsk zoolog.
Valle avlade filosofie doktorsexamen 1927. Han var 1938–1940 tf. professor i zoologi vid Helsingfors universitet och 1943–1956 professor vid Åbo universitet.
Valle var i första hand entomolog och publicerade faunistiska arbeten om trollsländor och fjärilar. Hans Ökologisch- limnologische Untersuchungen über die Boden- und Tiefenfauna in einigen Seen nördlich vom Ladoga-See (2 band, 1927–1928) var av stor betydelse för limnologin i Finland. För en vidare publik utgav han verken Suomen kalat (1934), Kalakirja (1941) och Suurperhoset (4 band, 1935–1946). 